# Dimethylsulfoxid
Dimethylsulfoxid (DMSO) er en organisk svovlforbindelse med molekylformlen (CH3)2SO. Det fremtræder under standardbetingelser som en farveløs væske. DMSO er et vigtigt polært aprotisk opløsningsmiddel, og det er blandbart med såvel vand som en lang række organiske opløsningsmidler. Det har et relativt højt smeltepunkt. DMSO har den specielle egenskab, at mange mennesker oplever en hvidløgslignende smag i munden efter hudkontakt med stoffet.
DMSO optages let gennem huden. Hvis der er opløst giftige stoffer i DMSO'en (f.eks. natriumcyanid), bringes disse med ind i kroppen og kan medføre potentielt livsfarlige situationer.
Dimethylsulfoxidmolekylet har en trigonal pyramidal geometri i lighed med andre tre-koordinerede forbindelser af svovl i oxidationstrin +4. Svovlatomet har et ledigt elektronpar, som sammen med methylgrupperne og iltatomet danner hjørnerne i et tetraeder.